# Rejon bilmacki
Rejon bilmacki – dawna jednostka administracyjna wchodząca w skład obwodu zaporoskiego Ukrainy.
Rejon utworzony w 1935, miał powierzchnię 1300 km² i liczył około 28 tysięcy mieszkańców. Siedzibą władz rejonu była miejscowość Bilmak.
Na terenie rejonu znajdowały się 2 osiedlowe rady i 13 rad wiejskich, obejmujące w sumie 38 wsi.